# Eunomianesimo
L'Eunomianesimo è una dottrina cristologica propagata dal vescovo di Cizico Eunomio (morto nel 395), che apparteneva all'ala estremista degli Ariani, e condannata come eresia dalla Chiesa cristiana.
Eunomio affermava che Dio Padre è ingenerato e, per quanto riguarda la sostanza, è assai semplice e assolutamente conoscibile; secondo la sua dottrina invece il Figlio è una creatura del Padre (la prima), mentre lo Spirito Santo è stato creato dal Figlio. Tutto ciò era del tutto contrario ai principi affermati al primo concilio di Nicea, che portarono alla definizione del Simbolo niceno-costantinopolitano.
Alla dottrina razionalistica (sia nel metodo che nel merito) di Eunomio risposero san Basilio Magno (ca. 330–379) e san Gregorio Nisseno (ca. 335 – ca. 395), riaffermando la dottrina ortodossa della Chiesa e il senso genuino del mistero della Trinità.